# Černíkovice (district de Plzeň-Nord)
Pour les articles homonymes, voir Černíkovice.
Černíkovice (en allemand : Tschernikowitz) est une commune du district de Plzeň-Nord, dans la région de Plzeň, en République tchèque. Sa population s'élevait à 89 habitants en 2022.

## Géographie
Černíkovice se trouve à 6 km à l'est de Kralovice, à 30 km au nord-nord-est de Plzeň et à 64 km à l'ouest-sud-ouest de Prague.
La commune est limitée par Kožlany à l'ouest et au nord, par Všehrdy à l'est, et par Brodeslavy au sud.

## Histoire
La première mention écrite de la localité date de 1250.

## Transports
Par la route, Černíkovice  se trouve à 7 km de Kralovice, à 39 km de Plzeň et à 85 km de Prague. 